# Hrušovany (Slowakije)
Hrušovany is een Slowaakse gemeente in de regio Nitra, en maakt deel uit van het district Topoľčany.
Hrušovany telt 1.139 inwoners.